# Reinhard Mühlbacher
Pour les articles homonymes, voir Mühlbacher.
Reinhard Mühlbacher (né en 1943 à Elsterwerda) est un chanteur allemand.

## Biographie
Mühlbacher suit une formation artistique en 1962. Au début, il ne chante que quelques enregistrements dans les studios de radio. En 1962, un premier single Jede Nacht in Paris écrit et composé par René Dubianski sort chez Amiga. Peu de temps après, Reinhard Mühlbacher devient populaire en RDA, ses premières apparitions à la télévision suivent rapidement, en particulier dans Klock 8, achtern Strom en 1964 ; il est un invité régulier de l'émission et souvent présent dans ses compilations. Il a pour partenaires notamment Hartmut Eichler, Monika Hauff, Bert Hendrix et Horst Köbbert.
Mühlbacher se retire du public à la fin des années 1970 et travaille pour la radio.

## Discographie
Singles
- Jede Nacht in Paris/Espirito, AMIGA 4 50 285, 1962

Compilations
- Klock 8, Achtern Strom, AMIGA 8 50 134, 1968
  - Wir sind die drei Musketiere (avec Hartmut Eichler et Rudolf Hentschel)
  - Seemannslatein (duo avec Monika Hauff)
  - Käpt'n Brass ist ein Talisman (duo avec Bogdana Zagorska)
- Klock 8, Achtern Strom (2. Folge), AMIGA, 1969
  - Galionsfigurenball (avec Bernhard Zemmrich, Horst Köbbert et le Gerd Michaelis Chor)
  - Der gute, alte Brigg (avec Bernhard Zemmrich et Klaus W. Domhardt)
  - Zwei am Alten Strom von Warnemünde (duo avec Marita Roll)
  - Jeder Seemann liebt sein Dreierlei
- Rostock 1973, AMIGA, 1973
  - Zwei am Alten Strom von Warnemünde (duo avec Marita Roll)

Apparitions télévisuelles
- Das liegt nicht an mir, 1963
- Juliana, 1963
- Wer so einen Affen hat, 1967 (duo avec Petra Böttcher)

Enregistrements pour la radio
- Der alte Two-Step, 1962
- Die blonde Inge, 1962
- Lampenfieber, 1962
- Dreimal drei ist neune, 1968
- Ringsum das Meer, 1968 (avec Bert Hendrix et Hartmut Eichler)
- Es sitzt Susanne in ihrer Wanne, 1969

## Source de la traduction
- (de) Cet article est partiellement ou en totalité issu de l’article de Wikipédia en allemand intitulé « Reinhard Mühlbacher » (voir la liste des auteurs).

1. ↑  (de) « Auf den Spuren von R. Mühlbacher », sur Elbe-Elster-Fernsehen, 2009 (consulté le 11 août 2020)